# Andy van der Meyde
Andy van der Meyde (Arnhem, 30 settembre 1979) è un ex calciatore olandese, di ruolo centrocampista o attaccante.

## Biografia
Padre di cinque figli avuti da due matrimoni diversi, nell'autunno 2012 ha pubblicato la sua biografia dal titolo Geen genade (Nessuna pietà in olandese): nel libro l'ex giocatore ascrisse i fallimenti della propria carriera agonistica ai problemi di alcolismo e tossicodipendenza sofferti fuori dal campo. In un’intervista del 2024 ha raccontato che è stato quando giocava all’Everton che ha avuto problemi di alcol e droga.
Svolto il ruolo di arbitro durante un torneo femminile a Maurik nel maggio 2014, dal 2018 ha aperto un canale su YouTube nel quale realizza interviste a calciatori olandesi e non.

## Caratteristiche tecniche
Centrocampista o attaccante laterale, era in possesso di una buona dotazione tecnica — in particolare per quanto attiene a dribbling e cross — e di senso del gol venendo soprannominato Dutch Sniper («cecchino olandese») per la sua esultanza alle reti segnate.
A minarne il rendimento in campo occorsero tuttavia problemi di salute, riconducibili al frequente ricorso a sostanze alcoliche e droga.

## Carriera

### Club

#### Gli esordi
Dopo aver esordito a livello professionistico con l'Ajax nel 1997, trascorse una stagione in prestito al Twente facendo poi rientro ai Lancieri nel 2000.
Autore in soli 37" di un gol alla Roma nell'incontro di Champions League del 19 marzo 2003, durante il triennio ad Amsterdam si segnalò — in particolare sotto la guida di Koeman — come una delle migliori ali nel panorama europeo.

#### Inter
Nell'estate 2003 venne acquistato dall'Inter, debuttando in Serie A il 31 agosto nella gara vinta contro il Modena (2-0). Protagonista di una rete in acrobazia all'Arsenal il 17 settembre successivo, raccolse nel complesso poco spazio durante il biennio a Milano.
Relegato ai margini dopo l'arrivo in panchina di Roberto Mancini — il quale predilige una mediana abile sia in fase di contrasto che d'impostazione del gioco — partecipò comunque alla vittoria in Coppa Italia nel 2004-05.

#### Everton
Rifiutate le offerte di Monaco e Tottenham, nell'agosto 2005 si trasferì all'Everton. Il periodo con i Toffees fu parimenti deludente, a causa di una serie d'infortuni — circostanza che in un primo momento spinse la società ad inserirlo tra i cedibili — e una crisi respiratoria che il 7 agosto 2006 ne determinò il ricovero in ospedale.
Pur motivando il malore con l'involontaria assunzione di droghe in un bar di Liverpool, fu multato per 70 000 sterline dal club: entrato in conflitto col tecnico David Moyes, all'inizio della stagione 2007-08 subì la sospensione dalla rosa per aver disertato gli allenamenti. Dirottato alla seconda squadra, fece ritorno in campo solamente nel 2009.

#### Ultimi anni e ritiro
Raggiunta la soglia dei trent'anni, compì le ultime apparizioni con PSV e WKE — rispettivamente ad inizio 2010 e fine 2011 — annunciando quindi il ritiro nel 2012.

### Nazionale
Ha vestito la maglia della nazionale Oranje dal 2002 al 2004, partecipando come titolare all'Europeo in Portogallo.

## Statistiche

### Presenze e reti nei club
Statistiche aggiornate al 20 novembre 2012.
| Stagione        | Club            | Campionato      | Campionato | Campionato | Coppe nazionali | Coppe nazionali | Coppe nazionali | Coppe europee | Coppe europee | Coppe europee | Supercoppe | Supercoppe | Supercoppe | Totale | Totale |
| Stagione        | Club            | Comp            | Pres       | Reti       | Comp            | Pres            | Reti            | Comp          | Pres          | Reti          | Comp       | Pres       | Reti       | Pres   | Reti   |
| --------------- | --------------- | --------------- | ---------- | ---------- | --------------- | --------------- | --------------- | ------------- | ------------- | ------------- | ---------- | ---------- | ---------- | ------ | ------ |
| 1997-1998       | Ajax            | ED              | 4          | 0          | -               | -               | -               | -             | -             | -             | -          | -          | -          | 4      | 0      |
| 1998-1999       | Ajax            | ED              | 1          | 0          | -               | -               | -               | -             | -             | -             | -          | -          | -          | 1      | 0      |
| 1999-2000       | Twente          | ED              | 32         | 2          | -               | -               | -               | -             | -             | -             | -          | -          | -          | 32     | 2      |
| 2000-2001       | Ajax            | ED              | 27         | 2          | -               | -               | -               | -             | -             | -             | -          | -          | -          | 27     | 2      |
| 2001-2002       | Ajax            | ED              | 30         | 5          | -               | -               | -               | -             | -             | -             | -          | -          | -          | 30     | 5      |
| 2002-2003       | Ajax            | ED              | 29         | 11         | -               | -               | -               | -             | -             | -             | -          | -          | -          | 29     | 11     |
| Totale Ajax     | Totale Ajax     | Totale Ajax     | 91         | 18         |                 | -               | -               |               | -             | -             |            | -          | -          | 91     | 18     |
| 2003-2004       | Inter           | A               | 14         | 1          | CI              | 4               | 1               | UCL           | 7             | 1             | -          | -          | -          | 25     | 3      |
| 2004-2005       | Inter           | A               | 18         | 0          | CI              | 5               | 0               | UCL           | 6             | 1             | -          | -          | -          | 29     | 1      |
| Totale Inter    | Totale Inter    | Totale Inter    | 32         | 1          |                 | 9               | 1               |               | 13            | 2             |            | -          | -          | 54     | 4      |
| 2005-2006       | Everton         | PL              | 10         | 0          | FACup+CdL       | 0+1             | 0               | -             | -             | -             | -          | -          | -          | 11     | 0      |
| 2006-2007       | Everton         | PL              | 8          | 0          | FACup+CdL       | 1+1             | 0               | -             | -             | -             | -          | -          | -          | 10     | 0      |
| 2007-2008       | Everton         | PL              | 0          | 0          | FACup+CdL       | 0+0             | 0               | -             | -             | -             | -          | -          | -          | 0      | 0      |
| 2008-2009       | Everton         | PL              | 2          | 0          | FACup+CdL       | 0+0             | 0               | -             | -             | -             | -          | -          | -          | 2      | 0      |
| Totale Everton  | Totale Everton  | Totale Everton  | 20         | 0          |                 | 3               | 0               |               | -             | -             |            | -          | -          | 23     | 0      |
| 2009-2010       | PSV             | ED              | 0          | 0          | -               | -               | -               | -             | -             | -             | -          | -          | -          | 0      | 0      |
| 2011-2012       | WKE             | T               | 6          | 0          | -               | -               | -               | -             | -             | -             | -          | -          | -          | 6      | 0      |
| Totale carriera | Totale carriera | Totale carriera | 181        | 21         |                 | 12              | 1               |               | 13            | 2             |            | -          | -          | 206    | 24     |

### Cronologia presenze e reti in nazionale
| Cronologia completa delle presenze e delle reti in nazionale ― Paesi Bassi | Cronologia completa delle presenze e delle reti in nazionale ― Paesi Bassi | Cronologia completa delle presenze e delle reti in nazionale ― Paesi Bassi | Cronologia completa delle presenze e delle reti in nazionale ― Paesi Bassi | Cronologia completa delle presenze e delle reti in nazionale ― Paesi Bassi | Cronologia completa delle presenze e delle reti in nazionale ― Paesi Bassi | Cronologia completa delle presenze e delle reti in nazionale ― Paesi Bassi | Cronologia completa delle presenze e delle reti in nazionale ― Paesi Bassi |
| Data                                                                       | Città                                                                      | In casa                                                                    | Risultato                                                                  | Ospiti                                                                     | Competizione                                                               | Reti                                                                       | Note                                                                       |
| -------------------------------------------------------------------------- | -------------------------------------------------------------------------- | -------------------------------------------------------------------------- | -------------------------------------------------------------------------- | -------------------------------------------------------------------------- | -------------------------------------------------------------------------- | -------------------------------------------------------------------------- | -------------------------------------------------------------------------- |
| 19-5-2002                                                                  | Boston                                                                     | Stati Uniti                                                                | 0 – 2                                                                      | Paesi Bassi                                                                | Amichevole                                                                 | 1                                                                          |                                                                            |
| 21-8-2002                                                                  | Oslo                                                                       | Norvegia                                                                   | 0 – 1                                                                      | Paesi Bassi                                                                | Amichevole                                                                 | -                                                                          |                                                                            |
| 7-9-2002                                                                   | Eindhoven                                                                  | Paesi Bassi                                                                | 3 – 0                                                                      | Bielorussia                                                                | Qual. Euro 2004                                                            | -                                                                          |                                                                            |
| 30-4-2003                                                                  | Eindhoven                                                                  | Paesi Bassi                                                                | 1 – 1                                                                      | Portogallo                                                                 | Amichevole                                                                 | -                                                                          |                                                                            |
| 6-9-2003                                                                   | Rotterdam                                                                  | Paesi Bassi                                                                | 3 – 1                                                                      | Austria                                                                    | Qual. Euro 2004                                                            | -                                                                          |                                                                            |
| 11-10-2003                                                                 | Eindhoven                                                                  | Paesi Bassi                                                                | 5 – 0                                                                      | Moldavia                                                                   | Qual. Euro 2004                                                            | -                                                                          |                                                                            |
| 15-11-2003                                                                 | Glasgow                                                                    | Scozia                                                                     | 1 – 0                                                                      | Paesi Bassi                                                                | Qual. Euro 2004                                                            | -                                                                          |                                                                            |
| 19-11-2003                                                                 | Amsterdam                                                                  | Paesi Bassi                                                                | 6 – 0                                                                      | Scozia                                                                     | Qual. Euro 2004                                                            | -                                                                          |                                                                            |
| 18-2-2004                                                                  | Amsterdam                                                                  | Paesi Bassi                                                                | 1 – 0                                                                      | Stati Uniti                                                                | Amichevole                                                                 | -                                                                          |                                                                            |
| 31-3-2004                                                                  | Rotterdam                                                                  | Paesi Bassi                                                                | 0 – 0                                                                      | Francia                                                                    | Amichevole                                                                 | -                                                                          |                                                                            |
| 29-5-2004                                                                  | Eindhoven                                                                  | Paesi Bassi                                                                | 0 – 1                                                                      | Belgio                                                                     | Amichevole                                                                 | -                                                                          |                                                                            |
| 1-6-2004                                                                   | Losanna                                                                    | Paesi Bassi                                                                | 3 – 0                                                                      | Fær Øer                                                                    | Amichevole                                                                 | -                                                                          |                                                                            |
| 5-6-2004                                                                   | Amsterdam                                                                  | Paesi Bassi                                                                | 0 – 1                                                                      | Irlanda                                                                    | Amichevole                                                                 | -                                                                          |                                                                            |
| 15-6-2004                                                                  | Oporto                                                                     | Germania                                                                   | 1 – 1                                                                      | Paesi Bassi                                                                | Euro 2004 - 1º turno                                                       | -                                                                          |                                                                            |
| 19-6-2004                                                                  | Aveiro                                                                     | Rep. Ceca                                                                  | 3 – 2                                                                      | Paesi Bassi                                                                | Euro 2004 - 1º turno                                                       | -                                                                          |                                                                            |
| 23-6-2004                                                                  | Braga                                                                      | Lettonia                                                                   | 0 – 3                                                                      | Paesi Bassi                                                                | Euro 2004 - 1º turno                                                       | -                                                                          |                                                                            |
| 26-6-2004                                                                  | Faro                                                                       | Paesi Bassi                                                                | 0 – 0 dts (5 – 4 dtr)                                                      | Svezia                                                                     | Euro 2004 - Quarti di finale                                               | -                                                                          |                                                                            |
| Totale                                                                     |                                                                            | Presenze                                                                   | 17                                                                         |                                                                            | Reti                                                                       | 1                                                                          |                                                                            |

## Palmarès

### Club

#### Competizioni nazionali
- Campionato olandese: 2

Ajax: 1997-1998, 2001-2002
- Coppa dei Paesi Bassi: 3

Ajax: 1998, 1999, 2002
- Supercoppa dei Paesi Bassi: 1

Ajax: 2002
- Coppa Italia: 1

Inter: 2004-2005